# Haselnuss-Knospengallmilbe

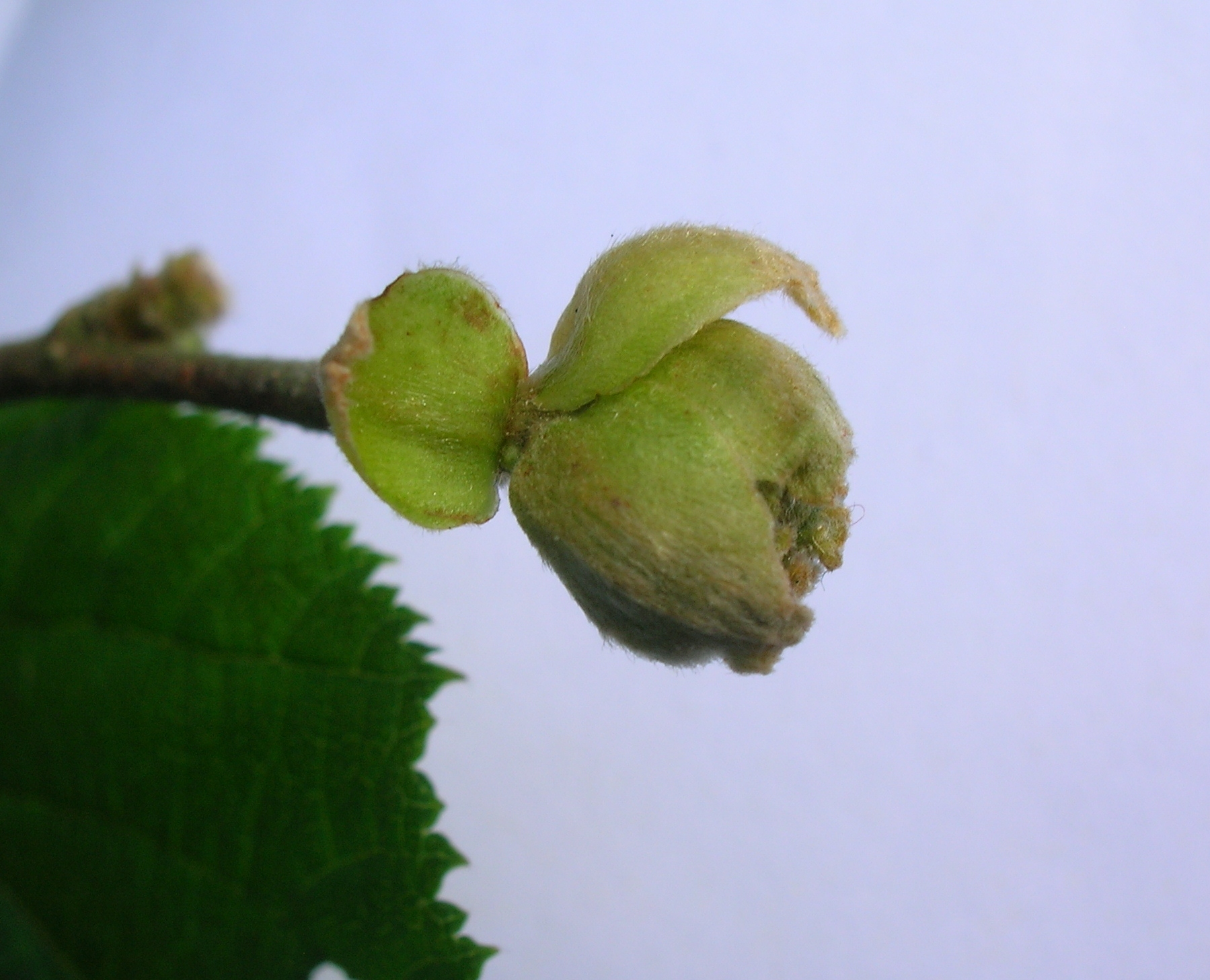
Von der Haselnuss-Knospengallmilbe befallene Haselknospe

Die Haselnuss-Knospengallmilbe (Phytoptus avellanae), oft auch Hasel-Gallmilbe genannt, ist eine Gallmilbe aus der Familie der Phytoptidae.

## Merkmale
Die 0,2 Millimeter großen, weiß gefärbten Milben sind auch im Adultstadium nur mit der Lupe zu erkennen. Der Körper ist langgestreckt, madenförmig und beidseitig sekundär geringelt. Sie besitzen wie alle Arten der Überfamilie Eriophyoidea nur zwei Beinpaare.
Die Larven und Nymphen ähneln mit Ausnahme ihrer Größe den adulten Milben.

## Vorkommen
Die Haselnuss-Knospengallmilbe kommt in Europa und Nordamerika vor.

## Lebensweise
Die Tiere induzieren ihre Gallen vorwiegend in Knospen der Gemeinen Hasel (Corylus avellana), sind aber auch von Knospengallen der Baumhasel (Corylus colurna) und der Lambertshasel (Corylus maxima) nachgewiesen. Erkennbar ist der Befall durch deutlich vergrößerte Knospen, sogenannte Rundknospen, die schon im Spätwinter auftreten können. Diese erreichen einen Durchmesser von 10 bis 15 Millimetern, bei der Baumhasel können sie sogar bis zu 30 Millimeter groß werden. Die Knospenblätter sind oft abgespreizt, die Knospen treiben aber nicht aus. Ab dem Monat Mai vertrocknen sie.
Die Milben befallen die frischen Knospen im Juni oder Juli. Aus tausenden Eiern schlüpfen die Larven. Der Befall wird sichtbar, wenn die Milben beginnen, die Pflanzensäfte aus den Knospen der Haseln zu saugen. Die Knospen vergrößern und verändern sich und werden zum Habitat für die Milben, in dem sie überwintern.

## Feinde
Natürliche Feinde der Haselnuss-Knospengallmilben sind Raubmilben der Gattung Kampimodromus, darunter Kampimodromus aberrans und Kampimodromus coryli.